# Roelos de Sayago
Roelos de Sayago är en kommun i Spanien.   Den ligger i provinsen Provincia de Zamora och regionen Kastilien och Leon, i den centrala delen av landet, 230 km väster om huvudstaden Madrid. Antalet invånare är 184. Arean är 55 kvadratkilometer.
Terrängen i Roelos de Sayago är platt.